# Johannes-Nepomuk-Kapelle (Wiener Neustadt)

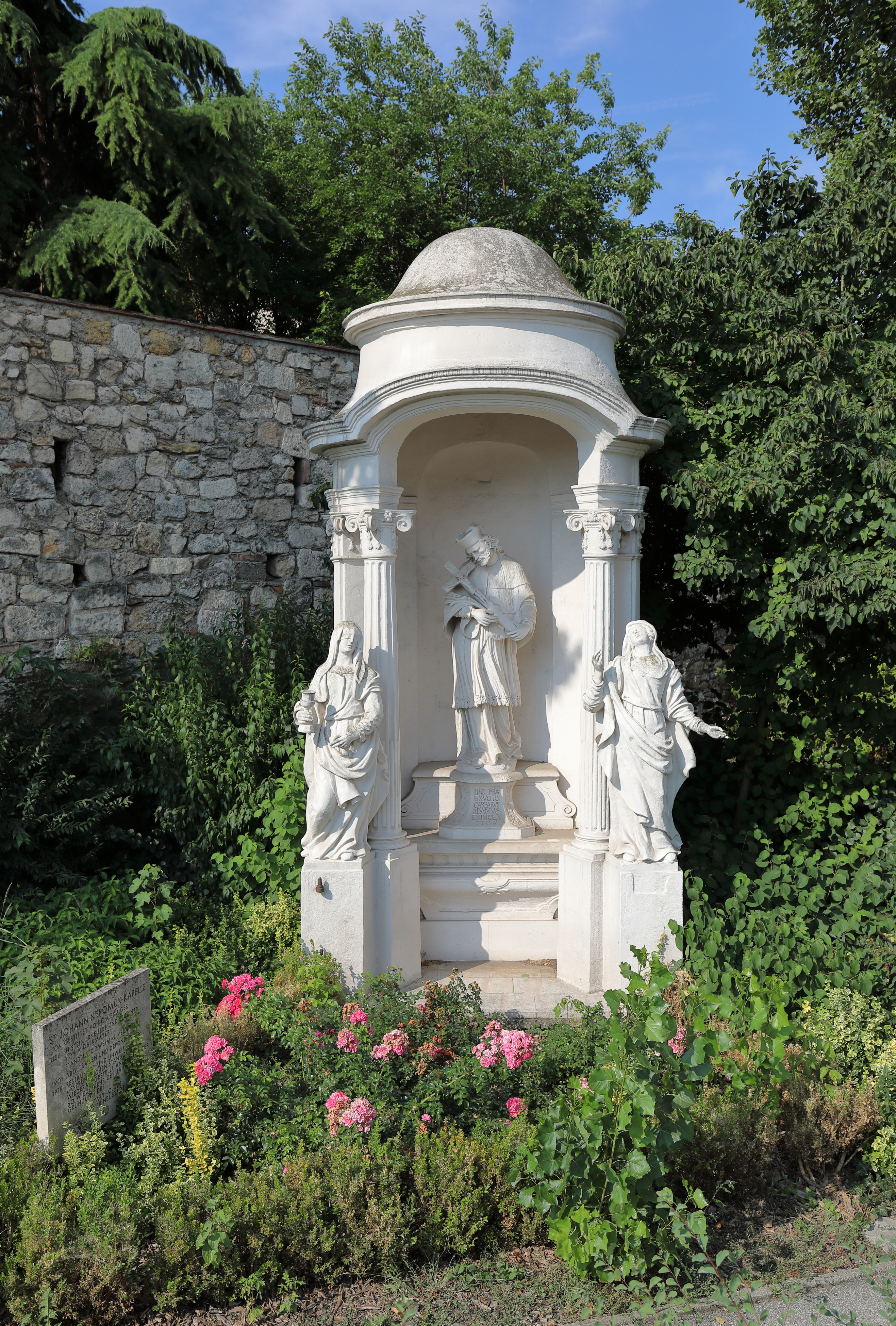
Johannes-Nepomuk-Kapellenbildstock in Wiener Neustadt

Die Johannes-Nepomuk-Kapelle auf dem Johann-von-Nepomuk-Platz in Wiener Neustadt ist ein dem Heiligen geweihter Kapellenbildstock.

## Geschichte
Die heute auf dem Johann-von-Nepomuk-Platz in Wiener Neustadt stehende Statue Johannes Nepomuks wurde ursprünglich 1704 bei der Brücke über den Stadtgraben beim Wiener Tor aufgestellt. Gestiftet wurde sie vom Gastwirt Kaspar Adam Exner. Das schützende Kapellenbauwerk wurde 1756 vom Steinmetz Anton Obermayer errichtet.
Der kleine Platz in der heutigen Wiener Straße, auf dem sich die Kapelle befand, gehörte ursprünglich der Stadt Wiener Neustadt und wurde 1801 vom Steinmetz Josef Gottschall als Lagerplatz für seine Steine erworben. Im Kaufvertrag wurde eigens festgelegt, dass der Platz lediglich als Lager genutzt und weder jetzt noch später verbaut werden dürfe und auch ein Blockieren des Zugangs zur Kapelle wurde verboten.
Joseph Wohlmuth, ein Wagnermeister und späterer Eigentümer, hatte keinen Bedarf an dem Steinlagerplatz. Er bot am 31. März 1819 der Stadt an, die Steine zu entfernen und den Platz mit einem Gitter einzufassen, sofern das Servitut entsprechend abgeändert würde. Die Kapelle selbst wollte er mit einer Gittertür zum Schutz der Reliquien verschließen.
Der Schmied Mathias Grünkranz, dem unterdessen das bei der Kapelle gelegene Wohnhaus gehörte, bat den Magistrat von Wiener Neustadt, die Kapelle auf seine Kosten abtragen und an einem von der Stadt festgelegten Ort neu aufstellen zu dürfen. Am 23. März 1853 bestimmte eine städtische Kommission ein Grundstück bei der damaligen Mayerhofermühle in der heutigen Grazer Straße als neuen Standort.
1890 wurde die Kapelle mit der Johannes-Nepomuk-Statue wegen der Regulierung des Rings neuerlich verlegt. Wegen erlittener Schäden und da die Kapelle auch hier im Weg stand, wurde sie 1901 wieder einmal abgetragen und im Keller der Vorstadtkirche deponiert. 1970 oder 1979 wurden die Kapelle und die Johannes-Nepomuk-Statue gegenüber dem Postamt auf dem Johann-von-Nepomuk-Platz erneut aufgestellt.
Die Kapelle steht unter Denkmalschutz (Listeneintrag).